# Nemesio Etxaniz
Nemesio Etxaniz (Azkoitia, Guipúscoa, 1899 - Donostia, Guipúscoa, 1982) va ser un sacerdot i escriptor en èuscar.
Als dotze anys va anar a la Universitat Pontifícia de Comillas per a fer-se sacerdot, allí hi havia un ambient basquista pels nombrosos alumnes bascos que hi assistien. Acabats els estudis va ser enviat a Bergara on va començar a escriure petites obres en basc per als joves de la parròquia. Durant la Guerra Civil Espanyola els requetés entraren a Bergara i el van desterrar a Burgos. Havent tornat al País Basc, a causa d'un sermó pronunciat a Zumaia, tingué greus problemes amb el bisbe.
Va escriure cançons, comèdies, obres religioses, guions de ràdio, etc.

## Obres
- Arraldea. Ipui zarra (1923, Iñaki Deunaren irarkola)(Narració)
- Izotz kandelak (1992, Elkar) (novel·la)
- XX. mendeko poesia kaierak - Nemesio Etxaniz (2001, Susa): Koldo Izagirreren edizioa (poesia)
- Euskal antzerkiak kontu-kontari (1958, Itxaropena) (teatre)
- Kanta-kantari (1951, Ordorika)(cançons)
- Itziar (1949, Itxaropena)(religió)
- Nola idatzi euskeraz? (1950, Itxaropena) (com escriure en basc?, gramàtica)